# Associazione Sportiva Sorrento 1980-1981
Questa voce raccoglie le informazioni riguardanti il Sorrento nelle competizioni ufficiali della stagione 1980-1981.

## Divise
| Casa |

## Rosa
| N. |                   | Ruolo | Calciatore             |
| -- | ----------------- | ----- | ---------------------- |
|    | Italia (bandiera) | C     | Serbio Asara           |
|    | Italia (bandiera) | C     | Antonino Astarita      |
|    | Italia (bandiera) | D     | Antonio Bellopede      |
|    | Italia (bandiera) | D     | Beniamino Borchiellini |
|    | Italia (bandiera) | C     | Giovanni Cavaliere     |
|    | Italia (bandiera) | A     | Emanuele Celano        |
|    | Italia (bandiera) | D     | Daniele Chisari        |
|    | Italia (bandiera) | D     | Massimo Colaprete      |
|    | Italia (bandiera) | A     | Elvio Di Stefano       |
|    | Italia (bandiera) | C     | Giuliano Duranti       |
|    | Italia (bandiera) |       | Esposito               |

| N. |                   | Ruolo | Calciatore           |
| -- | ----------------- | ----- | -------------------- |
|    | Italia (bandiera) | C     | Franco Franzoso      |
|    | Italia (bandiera) | A     | Nicola Jannamico     |
|    | Italia (bandiera) | P     | Pier Luigi Masoni    |
|    | Italia (bandiera) | C     | Pietro Mastrogiacomo |
|    | Italia (bandiera) | C     | Luca Rensi           |
|    | Italia (bandiera) | D     | Lamberto Scalabrin   |
|    | Italia (bandiera) | A     | Claudio Sernagiotto  |
|    | Italia (bandiera) | C     | Antonino Silvestri   |
|    | Italia (bandiera) | D     | Luigi Vetere         |
|    | Italia (bandiera) | P     | Enzo Zanin           |

## Risultati

### Campionato

#### Girone di andata
| 28 settembre 1980 1ª giornata | Brindisi | 0 – 0 | Sorrento |  |

| 19 ottobre 1980 2ª giornata | Sorrento | 0 – 1 | Barletta |  |

| 9 novembre 1980 3ª giornata | Alcamo | 0 – 1 | Sorrento |  |

| 30 novembre 1980 4ª giornata | Sorrento | 1 – 1 | Marsala |  |

| 21 dicembre 1980 5ª giornata | Nuova Igea | 1 – 1 | Sorrento |  |

| 18 gennaio 1981 6ª giornata | Sorrento | 2 – 1 | Messina |  |

| 5 ottobre 1980 7ª giornata | Sorrento | 0 – 1 | Savoia |  |

| 26 ottobre 1980 8ª giornata | Campania | 1 – 1 | Sorrento |  |

| 16 novembre 1980 9ª giornata | Sorrento | 1 – 0 | Virtus Casarano |  |

| 7 dicembre 1980 10ª giornata | Sorrento | 1 – 1 | Monopoli |  |

| 4 gennaio 1981 11ª giornata | Sorrento | 2 – 0 | Squinzano |  |

| 25 gennaio 1981 12ª giornata | Ragusa | 2 – 0 | Sorrento |  |

| 12 ottobre 1980 13ª giornata | Martina | 2 – 1 | Sorrento |  |

| 2 novembre 1980 14ª giornata | Sorrento | 2 – 0 | Potenza |  |

| 23 novembre 1980 15ª giornata | Palmese | 2 – 0 | Sorrento |  |

| 14 dicembre 1980 16ª giornata | Juventus Stabia | 0 – 0 | Sorrento |  |

| 11 gennaio 1981 17ª giornata | Frattese | 0 – 0 | Sorrento |  |

#### Girone di ritorno
| 1º febbraio 1981 18ª giornata | Sorrento | 1 – 0 | Brindisi |  |

| 22 febbraio 1981 19ª giornata | Barletta | 1 – 1 | Sorrento |  |

| 15 marzo 1981 20ª giornata | Sorrento | 0 – 0 | Alcamo |  |

| 12 aprile 1981 21ª giornata | Marsala | 2 – 2 | Sorrento |  |

| 10 maggio 1981 22ª giornata | Sorrento | 1 – 0 | Nuova Igea |  |

| 31 maggio 1981 23ª giornata | Messina | 1 – 0 | Sorrento |  |

| 8 febbraio 1981 24ª giornata | Savoia | 2 – 0 | Sorrento |  |

| 1º marzo 1981 25ª giornata | Sorrento | 1 – 1 | Campania |  |

| 29 marzo 1980 26ª giornata | Virtus Casarano | 1 – 1 | Sorrento |  |

| 26 aprile 1981 27ª giornata | Monopoli | 1 – 0 | Sorrento |  |

| 17 maggio 1981 28ª giornata | Squinzano | 3 – 0 | Sorrento |  |

| 7 giugno 1981 29ª giornata | Sorrento | 3 – 0 | Ragusa |  |

| 15 febbraio 1981 30ª giornata | Sorrento | 2 – 2 | Martina |  |

| 7 marzo 1981 31ª giornata | Potenza | 2 – 1 | Sorrento |  |

| 5 aprile 1981 32ª giornata | Sorrento | 0 – 0 | Palmese |  |

| 3 maggio 1981 33ª giornata | Sorrento | 0 – 0 | Juventus Stabia |  |

| 24 maggio 1981 34ª giornata | Sorrento | 1 – 0 | Frattese |  |